# Kog
Kog este o localitate din comuna Ormož, Slovenia, cu o populație de 250 de locuitori.